# Светлана Поровић Михајловић
Светлана Поровић Михајловић (Скопље, 1959) српска је књижевница. Пише прозу, есеје, ауторске чланке, коментаре, објављује и у књижевној периодици, магазинима, дневним новинама.

## Биографија
Рођена је 1. јуна 1959. године у Скопљу, са четири године сели се за Задар (Хрватска), а од 1966. године у Београд. Завршила је основну школу „Вук Караџић“, Пету београдску гимназију и музичку школу „Станковић“ (одсек виолончело). Играла је балет, глумила у дечјим позоришним трупама, певала у хору „Колибри“, хору Дома пионира Београда и тренирала атлетику у „Црвеној звезди“.
Након дипломирња на Грађевинском факултету у Београду, 1984. године, дуго година се бавила пројектовањем. Почетком деведесетих прелази у IT сектор. У периоду 1994-1995. године управља предузећем за производњу ветеринарских уређаја и опреме. Године 1996. оснива сопствено предузеће, које се бавило и независвном ТВ и видео продукцијом. По објављивању другог романа, у потпуности се посвећује књижевном и културном раду.
Од средине деведесетих активно сарађује са особама са инвалидитетом, њиховим удружењима и организацијама. Учествовала је у транскрипцијама филмова за слепе. У периоду 2009-2010. године, координатор је програмских активности, аутор бројних програма и културних вечери у Радионици Интеграције. Са групом колега уметника, 2011. године, покреће добровољно, непрофитно удружење Културно друштво „Стварајмо заједно“. Председник је Управног одбора Друштва од оснивања.
Била је члан уредништва Sampark Journal of Global Understanding (2007), Калкута (Индија), за зборник посвећен Србији. Живи у Београду, удата је и мајка двоје деце, има и унуку. Говори енглески језик.
Романи су били номиновани за НИН-ову награду, награду „Меша Селимовић“, као и у најужем избору за награду „Женско перо“. Били су на листама најчитанијих књига по евиденцији Народне библиотеке Србије. Члан је Српског књижевног друштва.

## Објављена и изведена дела

### Романи
- Слатки мирис дуда (1999, 2000, 2005)[3].  978-86-331-1663-3  120009228
- Последња тачка за кружницу (2001, 2002, 2004)[4].  978-86-331-1644-2  116478732
- Танго није дељив са три (2004).  978-86-331-1603-9  116913164

Сва три романа у звучном запису налазе се у библиотеци Савеза слепих Србије; на иницијативу удружења слепих „Хомер“, ауторка је сама прочитала роман Танго није дељив са три. Романе је промовисала и у Српском друштву у Лондону.

### Књиге прича
- На чајанки код Белог Зеца, (2006).  978-86-331-2913-8  132486924
- Тајна Јулијане Бељански, библиофилско издање приповетке „Народна књига“, Библиотека „Траг“ (2008).  86-331-3359-3 неважећи   154408460

### Приче
- Свађа, одломак из романа у настајању, Кораци (свеска 7-8, 2004)
- Плави коверат, Повеља (3/2004)
- Једно зимско јутро у Београду, одломак из романа, Базар (7. октобар 2005.)
- Петлски арпеђо, Кораци (свеска 1-2, 2006.)
- Муке око карактера, Новости (10. децембар 2006)
- Закаснели плам, Новости (2. децембар 2007)
- Погрешан џеп, Књижевни магазин (број 121-123, јул-септембар 2011)
- Нека те, жено!, Књижевни магазин (број 147-140, септембар-новембар 2013)

### Чланци и есеји
- Серија од деветнаест ауторских чланака уз поновљена издања романа Прохујало са вихором (Маргарет Мичел), Љубавник леди Четерли (Дејвид Лоренс) и Погледај дом свој, анђеле (Томас Вулф), који су штампани у оквиру библиотеке „Миленијум“, „Вечерње новости“, Београд (март-мај 2006)
- , , esej („SAMPARK Journal of Global Understanding“, No 9, SERBIA, Callcuta and New Delhi (2007))
- Пркосан чун на ветровитом мору, Осврт на положај жена писаца у Србији, есеј, „Летопис матице српске“, Нови Сад (2007)  226638343

### Позоришне представе
- Ходници жути, пурпурни, плави, у режији Соње Вукићевић, Радионица Интеграције (2009). Учествују: слепе и слабовиде особе Недељка Ложајић, Љиљана Трбулин, Зорица Трифуновић, Светлана Гогић, Весна Несторовић/Весна Радуловић, Стефан Пантић и глумац Небојша Дугалић.[5]

Аутор је и приређивач текста за представу, који је настао на основу личних исказа и поезије учесника. Током сезона 2009-2010, учествовала је у организовању и реализацији представе на редовном репертоару Радионице Интеграције, као и у извођењима на 43. БИТЕФ-у (2009), БИБЛИОНЕТ-у, у Пожаревцу (2010), Синагоги у Новом Саду (2010), на 57. МЕSS-у, у Сарајеву (2010), у Народном позоришту, у Лесковцу (2010), позоришту „Бора Станковић“, у Врању (2010).

### Радиофонска остварења
- Пре подне једног петла, радио драма (2007)
- Бајке за лаку ноћ, „Звучна библиотека за децу“, на CD-овима, Културно друштво „Стварајмо заједно“, где је била уредник, продуцент и коредитељ издања:

- Ружно паче, приповеда Небојша Дугалић (2011). 2013.  86-914697-2-6 неважећи .
- Бамби, приповеда Паулина Манов. 2012.  86-914697-1-9 неважећи .
- , приповеда Kate Randoplh Burns (2012), у сарадњи са IYMS-ом (International Youth Media Summit).  86-914697-3-3 неважећи .
- Bambi, приповедају Evelyn Seubert и Kate Randoplh Burns (2014), у сарадњи са IYMS-ом.  86-914697-4-0 неважећи .
- Баш Челик, приповеда Бранко Платиша. 2014.  978-86-914697-5-7.